# Ronde van Murcia 2008
De 28e editie van de Ronde van Murcia werd gehouden van 4 tot 8 maart 2008 in de Spaanse regio Murcia en maakte deel uit van de UCI Europe Tour 2008. De Spanjaard Alejandro Valverde won, net als in 2004 en 2007 het eindklassement en werd hiermee de eerste renner die deze koers driemaal wist te winnen.

## Deelnemende ploegen
Er namen in totaal dertien ploegen deel aan deze editie van de Ronde van Murcia: zes ploegen uit de UCI ProTour, te weten Astana, Caisse d'Epargne, Team CSC, Euskaltel-Euskadi, Rabobank en Saunier Duval en zeven Continentale ploegen, te weten Acqua & Sapone, Andalucía-Cajasur, Contentpolis-Murcia, Extremadura-Ciclismo Solidario, Karpin-Galicia, Liberty Seguros Continental en Tinkoff Credit Systems.

## Etappe-overzicht
| etappe | datum   | start                 | finish                | afstand       | winnaar            | klassementsleider  |
| ------ | ------- | --------------------- | --------------------- | ------------- | ------------------ | ------------------ |
| 1e     | 4 maart | San Pedro del Pinatar | Lorca                 | 197,3 km      | Graeme Brown       | Graeme Brown       |
| 2e     | 5 maart | Calasparra            | Totana                | 152,5 km      | José Luis Rubiera  | Aitor Pérez        |
| 3e     | 6 maart | Puerto Lumbreras      | San Pedro del Pinatar | 146 km        | Juan José Haedo    | Aitor Pérez        |
| 4e     | 7 maart | Alhama de Murcia      | Aledo                 | 23,3 km (ITT) | Alejandro Valverde | Alejandro Valverde |
| 5e     | 8 maart | San Javier            | Murcia                | 134,9 km      | Koldo Fernández    | Alejandro Valverde |

## Eindklassementen
| Plaats    | Naam               | Ploeg                  | Tijd      |
| --------- | ------------------ | ---------------------- | --------- |
| Gele trui | Alejandro Valverde | Caisse d'Epargne       | 16u29'01" |
| 2         | Stefano Garzelli   | Acqua & Sapone         | +00' 02"  |
| 3         | Alberto Contador   | Astana                 | +00' 06"  |
| 4         | Antonio Colom      | Astana                 | +00' 51"  |
| 5         | Branislaw Samojlaw | Acqua & Sapone         | +01' 11"  |
| 6         | Iñigo Cuesta       | Team CSC               | +01' 13"  |
| 7         | Vasil Kiryjenka    | Tinkoff Credit Systems | +01' 15"  |
| 8         | José Luis Rubiera  | Astana                 | +01' 19"  |
| 9         | Carlos Sastre      | Team CSC               | +01' 27"  |
| 10        | Ezequiel Mosquera  | Karpin-Galicia         | +01' 42"  |
|           |                    |                        |           |
| 41        | Bauke Mollema      | Rabobank               | +11' 17"  |
| 52        | Jurgen Van Goolen  | Team CSC               | +20' 41"  |

| Plaats      | Naam            | Ploeg             | Punten |
| ----------- | --------------- | ----------------- | ------ |
| Paarse trui | Koldo Fernández | Euskaltel-Euskadi | 65     |
| 2           | Graeme Brown    | Rabobank          | 61     |
| 3           | Juan José Haedo | Team CSC          | 50     |
|             |                 |                   |        |
| 34          | Thomas Dekker   | Rabobank          | 6      |

| Plaats      | Naam               | Ploeg               | Punten |
| ----------- | ------------------ | ------------------- | ------ |
| Groene trui | Julian Sánchez     | Contentpolis-Murcia | 14     |
| 2           | Alejandro Valverde | Caisse d'Epargne    | 12     |
| 3           | Stefano Garzelli   | Acqua & Sapone      | 10     |

| Plaats      | Naam            | Ploeg                       | Punten |
| ----------- | --------------- | --------------------------- | ------ |
| Blauwe trui | Alexander Serov | Tinkoff Credit Systems      | 13     |
| 2           | Pablo Urtasun   | Liberty Seguros Continental | 12     |
| 3           | Jesús Rosendo   | Andalucía-Cajasur           | 7      |

| Plaats | Ploeg            | Tijd      |
| ------ | ---------------- | --------- |
|        | Astana           | 49u29'03" |
| 2      | Acqua & Sapone   | +01' 04"  |
| 3      | Caisse d'Epargne | +01' 32"  |

1981 · 1982 · 1983 · 1984 · 1985 · 1986 · 1987 · 1988 · 1989 · 1990 · 1991 · 1992 · 1993 · 1994 · 1995 · 1996 · 1997 · 1998 · 1999 · 2000 · 2001 · 2002 · 2003 · 2004 · 2005 · 2006 · 2007 · 2008 · 2009 · 2010 · 2011 · 2012 · 2013 · 2014 · 2015 · 2016 · 2017 · 2018 · 2019 · 2020 · 2021 · 2022 · 2023 · 2023 · 2024 · 2025